# 2,6-lutidină
2,6-Lutidina este un compus organic aromatic heterociclic cu formula chimică (CH3)2C5H3N. Este unul dintre mai mulți izomeri derivați de la piridină care sunt disubstituiți cu grupe metil, toți fiind denumiți lutidine. Este un lichid incolor cu proprietăți ușor bazice și un miros înțepător, nociv.

## Obținere
Compusul a fost izolat pentru prima dată din fracțiunea bazică a gudronului de cărbune și din uleiul de oase.
O cale de laborator implică condensarea acetoacetatului de etil, a formaldehidei și a unei surse de amoniac pentru a obține un bis(carboxiester) al unei 2,6-dimetil-1,4-dihidropiridine, care, după hidroliză, suferă decarboxilare.
Este produsă industrial prin reacția dintre formaldehidă, acetonă și amoniac.